# Dack Rambo
Norman Jay Rambeau, bardziej znany jako Dack Rambo (ur. 13 listopada 1941 w Earlimart, zm. 21 marca 1994 w Delano) – amerykański aktor telewizyjny i filmowy.

## Życiorys

### Wczesne lata
Urodził się jako jeden z bliźniaków – dwóch synów Lestera i Beatrice Rambeau. Dorastał wraz z bratem Ormanem Rayem Rambeau, który zginął 5 lutego 1967 w wypadku drogowym spowodowanym przez pijanego kierowcę. Miał także starszego brata Billa i młodszą siostrę Beverly.

### Kariera
Po przeprowadzce do Los Angeles w wieku 21 lat, razem z bratem bliźniakiem, który ostatecznie przyjął pseudonim „Dirk Rambo”, siedząc w ławce kościelnej został odkryty przez aktorkę Lorettę Young, i pojawił się w serialu CBS Nowy występ Loretty Young (The New Loretta Young Show, 1962–63). Uczył się aktorstwa pod kierunkiem Vincenta Chase’a i Lee Strasberga. Podczas gdy Dirk z sukcesem występował gościnnie w dwóch serialach TV (Virginian (1966) i Dragnet 1967 (1967)), Dack znalazł się w stałej obsadzie dwóch seriali ABC – Never Too Young (1965) i Strzelby Willa Sonnetta (The Guns of Will Sonnett, 1967–69) jako Jeff, wnuk Willa Sonnetta (w tej roli Walter Brennan).
W latach 70. i 80. XX wieku Dack Rambo występował gościnnie w serialach takich jak Statek miłości (The Love Boat), Marcus Welby, lekarz medycyny (Marcus Welby, M.D.), Aniołki Charliego, Wizyty domowe, Wonder Woman, Fantastyczna wyspa (Fantasy Island), Hotel czy Napisała: Morderstwo (Murder, She Wrote).
Imponował sprawnością fizyczną w serialu Miecz sprawiedliwości (Sword of Justice, 1978–79). Grywał potem kochanków w operach mydlanych – Steve Jacobi z ABC Wszystkie moje dzieci (All My Children, 1982–83), Wesley Harper, syn Granta Harpera (Lloyd Bridges), zarządcy Harper Cosmetics, romansujący z właścicielką agencji modelek Racine (Morgan Fairchild), w ABC Papierowe lalki (Paper Dolls), Jack Ewing, kuzyn J.R. Ewinga (Larry Hagman) i Bobby’ego Ewinga (Patrick Duffy), z CBS Dallas (1985–87) czy Grant Harrison w NBC Inny świat (Another World, 1990-91).

## Życie prywatne
W 1991 podczas pracy na planie opery mydlanej Inny świat (Another World), Rambo dowiedział się, że został zarażony wirusem HIV. Wkrótce potem zrezygnował z udziału w serialu i wycofał się z aktorstwa. Następnie ogłosił publicznie, że jest nosicielem wirusa HIV, a także ujawnił, że był biseksualny. Rambo zmarł w 1994 roku na skutek powikłań związanych z AIDS.

## Filmografia
| Rok       | Tytuł                                                         | Rola                        | Uwagi                                                            |
| --------- | ------------------------------------------------------------- | --------------------------- | ---------------------------------------------------------------- |
| 1962–1963 | Nowy występ Loretty Young (The New Loretta Young Show)        | Peter Massey                | 26 odcinków                                                      |
| 1965      | Never Too Young                                               | Tim                         |                                                                  |
| 1967      | Żelazny koń (The Iron Horse)                                  | Porucznik Shelby            | odc. „Sister Death” w napisach jako Norman Rambo                 |
| 1967–1969 | Strzelby Willa Sonnetta (The Guns of Will Sonnett)            | Jeff Sonnett                | 50 odcinków                                                      |
| 1970      | Gunsmoke                                                      | Ira Pickett                 |                                                                  |
| 1970      | Którędy do przodu? (Which Way to the Front?)                  | Terry Love                  |                                                                  |
| 1971      | Gunsmoke                                                      | Cyrus Pike                  | 2 odcinki                                                        |
| 1971      | Człowiek i miasto (The Man and the City)                      | Holland Jr.                 | odc. „Disaster on Turner Street”                                 |
| 1971      | Armata (Cannon)                                               | Bryan Gibson                | odc. „Stone, Cold Dead”                                          |
| 1973      | Owen Marshall: Radca prawny (Owen Marshall: Counselor at Law) | Don                         | odc. „Sweet Harvest”                                             |
| 1974      | Brudna Sally (Dirty Sally)                                    | Cyrus Pike                  | 13 odcinków                                                      |
| 1974      | Koszmarny miesiąc miodowy (Nightmare Honeymoon)               | David Webb                  |                                                                  |
| 1974      | Hit Lady                                                      | Doug Reynolds               |                                                                  |
| 1975      | Marcus Welby, lekarz medycyny (Marcus Welby, M.D.)            |                             | 2 odcinki                                                        |
| 1975      | Rekruci (The Rookies)                                         | Tommy Locke                 | odc. „Angel”                                                     |
| 1977      | Dobro ze złem (Good Against Evil)                             | Andy Stuart                 | TV                                                               |
| 1977      | Wonder Woman                                                  | Andros                      | 2 odcinki                                                        |
| 1977      | Tabitha                                                       | Ted                         | odc. „Tabitha’s Triangle”                                        |
| 1978      | Fantastyczna wyspa (Fantasy Island)                           | Książę Peter d’Anatoli      | odc. „The Prince/The Sheriff”                                    |
| 1978      | Podwójne życie (A Double Life)                                | Jack Cole                   | TV                                                               |
| 1978–1979 | Miecz sprawiedliwości (Sword of Justice)                      | Jack Cole                   | 10 odcinków                                                      |
| 1979      | Fantastyczna wyspa (Fantasy Island)                           | Kapitan Rawlins             | odc. „Tattoo: the Love God/Magnolia Blossoms”                    |
| 1979      | Statek miłości (The Love Boat)                                | Peter Welch                 | odc. „Not Now, I’m Dying/Eleanor’s Return/Too Young to Love”     |
| 1980      | Fantastyczna wyspa (Fantasy Island)                           | Mike O’Brien                | odc. „Skater’s Edge/Concerto of Death/The Last Great Race”       |
| 1980      | Waikiki                                                       | Ronnie                      | TV                                                               |
| 1980      | Aniołki Charliego (Charlie’s Angels)                          | Steve                       | odc. „Angel in Hiding”                                           |
| 1981      | Wizyty domowe (House Calls)                                   |                             | odc. „All About Adam”                                            |
| 1981      | Bogate i sławne (Rich and Famous)                             | Kent                        |                                                                  |
| 1981      | Fantastyczna wyspa (Fantasy Island)                           | O’Toole                     | odc. „Devil and Mr. Roarke/Ziegfeld Girls/Kid Corey Rides Again” |
| 1981      | Statek miłości (The Love Boat)                                | Alan Marciano               | odc. „The Duel/Two for Julie/Aunt Hilly”                         |
| 1982      | Fantastyczna wyspa (Fantasy Island)                           |                             | odc. „The Ghost’s Story/The Spoilers”                            |
| 1982–1983 | Wszystkie moje dzieci (All My Children)                       | Steve Jacobi                | 7 odcinków                                                       |
| 1983      | Hotel                                                         | Chad Lawrence               | odc. „Secrets”                                                   |
| 1984      | Fantastyczna wyspa (Fantasy Island)                           |                             | odc. „To Fly with Eagles/The High Cost of Living”                |
| 1984      | Ziemia niczyja (No Man’s Land)                                | Connell                     | TV                                                               |
| 1984      | Papierowe lalki (Paper Dolls)                                 | Wesley Harper               | 13 odcinków                                                      |
| 1984      | Napisała: Morderstwo (Murder, She Wrote)                      | Brian Shelby                | odc. „Deadly Lady”                                               |
| 1985      | Hotel                                                         | Warren Nicholson            | odc. „Distortions”                                               |
| 1985–1987 | Dallas                                                        | Jack Ewing                  | 51 odcinków                                                      |
| 1987      | Hotel                                                         | Kevin Masters               | odc. „Hail and Farewell”                                         |
| 1987      | Napisała: Morderstwo (Murder, She Wrote)                      | Bill Hampton                | odc. „When Thieves Fall Out”                                     |
| 1986      | Statek miłości (The Love Boat)                                | Boyd Hughes                 | odc. „The Shipshape Cruise”                                      |
| 1987      | Odcienie miłości: Liliowy sen (Shades of Love: Lilac Dream)   | Matt                        |                                                                  |
| 1988      | Samotni rycerze (Lonely Knights)                              | Brad Moore                  | TV                                                               |
| 1988      | Detektyw Hunter (Hunter)                                      | Zastępca D.A. Jason Leffler | odc. „Presumed Guilty”                                           |
| 1989      | Źródło (The Spring)                                           | Andy                        |                                                                  |
| 1989      | Autostrada do nieba (Highway to Heaven)                       | Larry Nichols               | odc. „The Source”                                                |
| 1990      | Napisała: Morderstwo (Murder, She Wrote)                      | Arnold Hastings             | odc. „The Fixer-Upper”                                           |
| 1990      | Ultra wojownik (Ultra Warrior)                                | Kenner                      | inny tytuł Welcome to Oblivion                                   |
| 1990–1991 | Inny świat (Another World)                                    | Grant Harrison              | 9 odcinków                                                       |